# AOE网
AOE网（Activity On Edge Network），是一个带权的有向无环图，边表示活動，其中顶点表示事件（Event），权重表示活动持续的时间。關鍵路徑法（CPM）是一種基於AOE网路的最長路徑方法。AOE网可用来估算工程的完成时间。由于整个工程只有一个开始点和一个完成点，故在正常的情况（无环）下，网中只有一个入度为零的点（源点）和一个出度为零的点（汇点）。

## AOE网有待研究的问题
1. 完成整项工程至少需要多少时间？
2. 哪些活动是影响工程进度的关键？

由于在AOE网中有些活动可以并行地进行，所以完成工程的最短时间是从开始点到完成点的最长路径的长度（路径上各活动持续时间之和）。路径长度最长的路径叫做关键路径。假设开始点是{\displaystyle v_{1}}，从{\displaystyle v_{1}}到{\displaystyle v_{i}}的最长路径长度叫做事件{\displaystyle v_{i}}的最早发生时间，这个时间决定了所有以{\displaystyle v_{i}}为尾的弧所表示的活动的最早开始时间。用e(i)表示活动{\displaystyle a_{i}}的最早开始时间，l(i)为一个活动的最迟开始时间，这是在不推迟整个工程完成的前提下，活动{\displaystyle a_{i}}最迟必须开始进行的时间。两者之差l(i)-e(i)意味着完成活动{\displaystyle a_{i}}的时间余量。l(i)=e(i)的活动叫做关键活动。关键路径上的所有活动都是关键活动，提前完成非关键活动（不在关键路径的活动）并不能加快工程的进度。为了求得AOE网中活动的e(i)和l(i)，首先应求得事件的最早发生时间ve(j)和最迟发生时间vl(j)。如果活动{\displaystyle a_{i}}由弧<j, k>表示，其持续时间记为dut(<j, k>)，则有：e(i) = ve(j), l(i) = vl(k) - dut(<j, k>)。求ve(j)和vl(j)需分两步进行：
1. 从ve(0)=0开始向前递推，其中T是所有以第j个顶点为头的弧的集合。

{\displaystyle ve(j)=Max\left\{ve(i)+dut(<i,j>)\right\}\quad <i,j>\in T,j=1,2,...n}
1. 从vl(n-1)=ve(n-1)起向后递推，其中S是所有以第i个顶点为尾的弧的集合。

{\displaystyle vl(i)=Min\left\{vl(j)-dut(<i,j>)\right\}\quad <i,j>\in S,i=n-2,n-3,...0}
活动{\displaystyle a_{i}}的最早开始时间e[i]
- 若活动{\displaystyle a_{i}}是由弧<{\displaystyle v_{i}},{\displaystyle v_{j}}>表示，根据AOE网的性质，只有事件{\displaystyle v_{i}}发生了，活动{\displaystyle a_{i}}才能开始。也就是说，活动{\displaystyle a_{i}}的最早开始时间应等于事件{\displaystyle v_{i}}的最早发生时间。因此，有：e[i]=ve[i]

活动{\displaystyle a_{i}}的最晚开始时间l[i]
- 活动{\displaystyle a_{i}}的最晚开始时间指，在不推迟整个工程完成日期的前提下，必须开始的最晚时间。若 由弧< {\displaystyle v_{i}},{\displaystyle v_{j}}>>表示，则{\displaystyle a_{i}}的最晚开始时间要保证事件{\displaystyle v_{j}}的最迟发生时间不拖后。因此，应该有：l[i]=vl[j]-dut(<{\displaystyle v_{i}},{\displaystyle v_{j}}>)

由此得到求关键路径的算法：
1. 输入e条弧<j, k>，建立AOE网的存储结构；
2. 从源点出发，令ve[0]=0，按拓扑顺序求其余各顶点的最早发生时间ve[i]（{\displaystyle 1\leq i\leq n-1}）。如果得到的拓扑有序序列中顶点个数小于网中顶点数n，则说明网中存在环，不能求关键路径，算法终止，否则转到步骤（3）；
3. 从汇点vn出发，令vl[n-1]=ve[n-1]，按逆拓扑顺序求其余各顶点的最迟发生时间vl[i]（{\displaystyle n-2\geq i\geq 2}）；
4. 根据各顶点的ve和vl值，求每条弧s的最早开始时间e(s)和最迟开始时间l(s)。若某弧满足条件e(s)=l(s)，则为关键活动。

1. ↑  Zhou, Xingni; Ren, Zhiyuan; Ma, Yanzhuo; Fan, Kai; Ji, Xiang. . . De Gruyter. 2020-06-08  [2025-04-01]. ISBN 978-3-11-067616-7 （英语）.